# Risobinae
Risobinae is een onderfamilie van motten in de familie visstaartjes (Nolidae).

## Geslachten
- Baileya Grote, 1895
- Elaeognatha Hampson, 1905
- Gigantoceras Holland, 1893
- Risoba Moore, 1881